# Pocahontas
Pocahontas, född 1595 eller 1596 i powhatanförbundets centralort Werowocomoco i nuvarande Virginia i USA, död 21 mars 1617 i Gravesend sydöst om London, var en amerikanska som tillhörde ursprungsbefolkningen och rönte uppmärksamhet i England.

## Biografi
Pocahontas kom från Werowocomoco där hennes far Wahunsonacock (även känd som Powhatan) residerade. Hennes riktiga namn var Matoaka; Pocahontas var bara ett smeknamn och betyder hon som är lekfull, bortskämt barn eller klar ström mellan två kullar. Det finns även en översättning som säger att namnet betyder min favoritdotter.
Pocahontas var fortfarande en ung flicka när hon för första gången 1607 träffade de vita nybyggarna i Chesapeake Bay-området. Pocahontas var faderns favoritdotter vilket gjorde att hon ofta fick sin vilja igenom, inte minst vad det gällde den engelske kapten John Smiths liv. Det var i december 1607 som Powhatan tog grundaren av Jamestown, Virginia, John Smith, till fånga. Smith hade dödat ett par krigare utan speciell anledning, vilket ledde till att han dömdes till döden. Enligt en legend band man Smith och lade honom med huvudet mellan två stenar. I samma stund som Powhatan gav order om att han skulle dödas rusade Pocahontas fram och lade sig över hans huvud för att rädda honom från döden. Det finns däremot ingenting som tyder på att John Smith skulle avrättas. Troligtvis ville Powhatan av politiska skäl göra honom till en del av sin stam. John Smith kan då ha misstagit invigningsceremonin för att han skulle dödas, i och med att han inte förstod det lokala språket.
Powhatan bevekades av sin 11-åriga dotters handling och John Smith togs upp av Pocahontas stam. Pocahontas och John Smith hade aldrig något förhållande, men det råder inget tvivel om att de kände varandra innan Smith togs till fånga. Observera att dessa händelser berättades av Smith först 17 år senare, efter Pocahontas död.
1613 seglade kapten Samuel Argall uppför Rappahannockfloden. När kaptenen fick veta att den mäktiga Powhatans dotter befann sig i ett läger i närheten började han smida planer för att ta henne till fånga. Med hjälp av mutor tillfångatogs Pocahontas och fördes till Jamestown, där hon efter omständigheterna behandlades väl.[källa behövs]
Syftet med kidnappningen var att få ett bra förhandlingsläge mot Powhatanförbundet. I kolonin mötte Pocahontas engelsmannen John Rolfe, en då 28-årig änkeman. De båda vigdes i Jamestowns kyrka i april 1614. I samband med vigseln fick Pocahontas sitt kristna namn Rebecca Rolfe. Både den engelske guvernören Thomas Dale och hövdingen Powhatan godkände giftermålet, eftersom de insåg att föreningen kunde gynna relationerna mellan deras folk.
Rolfe var tobaksodlare och det var för att göra reklam för tobaken som han sommaren 1616 tog Pocahontas, deras son Thomas samt några av Pocahontas väninnor till England. I England mottogs Pocahontas som brukligt för en prinsessa, för det var ju det hon var; prinsessan av Virginia. Det var ständigt stor uppståndelse kring Pocahontas. Hon gjorde stor succé i salongerna, fick träffa kung Jakob I av England och tyckte mycket om teater.
Det engelska klimatet var dock mycket påfrestande för Pocahontas eller Lady Rebecka som hon kallades i England, hon var ofta sjuk i feber. I mars 1617 skulle familjen segla hem till Virginia, men Pocahontas blev då sjuk i smittkoppor och avled. Hon begravdes den 21 mars 1617 i St. Georges församlingskyrka i Gravesend.
Efter Pocahontas död återvände John Rolfe till Jamestown där han lyckades göra tobaken till Virginias första exportsuccé. Sonen Thomas lämnades kvar hos släktingar i England och återsåg aldrig sin far. När Thomas fyllt 20 år reste han till Amerika. John Rolfe var redan död, men Thomas tog nu över sin fars plantage. Han ärvde också en stor egendom efter sin morfar Powhatan.
Thomas levde som en engelsman och tillsammans med sin fru Jane fick han en dotter som i sin tur fick sex barn. Från dessa härstammar flera tusen nu levande amerikaner.
Bland dem som gör anspråk på att vara ättlingar till John Rolfe och Pocahontas finns presidenthustrun Nancy Reagan och politikern John McCain.[källa behövs] Skådespelaren Edward Norton bekräftades som Pocahonstas ättling på PBS:s program Finding Your Roots.

## Eftermäle
Asteroiden 4487 Pocahontas är uppkallad efter henne.